# Manifest z Ventotene
Manifest z Ventotene (wł. Manifesto per un'Europa libera e unita) – trzyrozdziałowy dokument, stworzony przez trzech włoskich antyfaszystowskich, socjalistycznych i komunistycznych intelektualistów: Altiera Spinellego, Ernesta Rossiego i Eugenia Colorniego. Postuluje on utworzenie unii państw europejskich, wyznaczając zasadnicze linie jej funkcjonowania. Wkrótce po II wojnie światowej stał się programem Europejskiego Ruchu Federalistycznego (wł. Movimento Federalista Europeo).

## Geneza
Manifest został ukończony, po długich dyskusjach, w 1941 roku podczas pobytu jego twórców w więzieniu na włoskiej wyspie Ventotene.

## Założenia
Dokument wyjaśniał konieczność stworzenia solidnego europejskiego państwa ponadnarodowego jako jedynego tworu zdolnego przeciwstawić się zapędom imperialnym pojedynczych państw narodowych. Według jego autorów unia państw europejskich stanowiła jedyne realne antidotum na triumfujący nacjonalizm epoki faszystowskiej. Nowa władza winna być wyłoniona w wyborach powszechnych i zastąpić państwa narodowe w następujących dziedzinach: finanse, polityka zagraniczna, polityka gospodarcza, obronność.

## Rozdział I: Kryzys współczesnej cywilizacji
Krytyka państwa narodowego – autorzy stwierdzają, że to właśnie państwo narodowe stanowi największe zagrożenie dla pokoju na świecie:
Ideologia niepodległości narodowej jest potężnym instrumentem postępu [...] Ale nosi ona również zalążek nacjonalizmu imperialnego, który na oczach naszej generacji urósł do rozmiarów gigantycznych, doprowadzając do [...] wybuchu dwóch wojen światowych. Naród nie jest już postrzegany jako wytwór historyczny będący rezultatem współżycia między ludźmi [...] stał się natomiast bytem boskim, organizmem, który myśli jedynie o własnym istnieniu, nie troszcząc się o to, czy inni na tym nie ucierpią. Absolutna suwerenność państw narodowych doprowadza do pragnienia dominowania nad innymi i domaga się coraz większej przestrzeni życiowej pozwalającej poruszać się swobodnie i zapewniającej środki do życia bez zależności od innych.

## Rozdział II: Zadania na okres powojenny – jedność europejska
W drugim rozdziale swojego dzieła autorzy wzywają do ostatecznego zniesienia państw narodowych. Ostrzegają jednocześnie, że kryzys, który niewątpliwie po wojnie nastanie, będzie nie tylko szansą na stworzenie państwa ponadnarodowego, ale może przy „pomocy” niektórych grup społecznych cofnąć konieczne zmiany:
W tym krótkim i niezwykle intensywnym okresie generalnego kryzysu [...] podczas którego masy ludzkie czekać będą z niepokojem na słowa, tworząc bezładną, wrzącą materię zdolną przyjąć nowe formy i gotową poddać się kierownictwu ludzi myślących szerszymi kategoriami niż narodowe, przedstawiciele stanów uprzywilejowanych w dawnym systemie będą bez wątpienia próbować podstępem zdusić ideę tworu ponadnarodowego [...] Kwestia, która najpierw musi zostać rozwiązana – bez niej bowiem nie jest możliwy żaden postęp – dotyczy ostatecznego zniesienia podziału Europy na państwa narodowe.

## Rozdział III: Zadania na okres powojenny – reforma społeczna
Rozdział trzeci manifestu podaje założenia nowego wielkiego państwa europejskiego. Spinelli, który wywodził się z partii komunistycznej, chciał nadać nowemu państwu charakter opiekuńczy, socjalistyczny:
Europa wolna i zjednoczona jest koniecznym etapem do wykorzystania potencjału współczesnej cywilizacji, powstrzymanego na chwilę przez erę totalitarną. Koniec tej ery oznaczać będzie ponowne podjęcie historycznej walki z nierównością i przywilejami społecznymi.
Aby odpowiedzieć na nasze potrzeby, europejska rewolucja musi być socjalistyczna. To znaczy, mieć za cel wyzwolenie klasy robotniczej i stworzenie dla niej bardziej humanitarnych warunków życia.
Prywatna własność ma być likwidowana, ograniczana, korygowana albo rozszerzana w zależności od sytuacji, nie zaś dogmatycznie, dla zasady.